# Frederick & Nelson
Frederick & Nelson was een warenhuisketen in het noordwesten van de Verenigde Staten, gevestigd in Seattle, Washington. De winkel werd in 1891 opgericht als meubelwinkel en breidde later uit met de verkoop van andere artikelen. In 1929 werd het bedrijf overgenomen door Marshall Field & Company. In 1980 was de Frederick & Nelson-keten uitgebreid tot 10 winkels in twee staten (Washington en Oregon). Het bedrijf ging in 1992 failliet. In het voormalige vlaggenschipgebouw in Seattle werd daarna een filiaal van Nordstrom.

## Geschiedenis

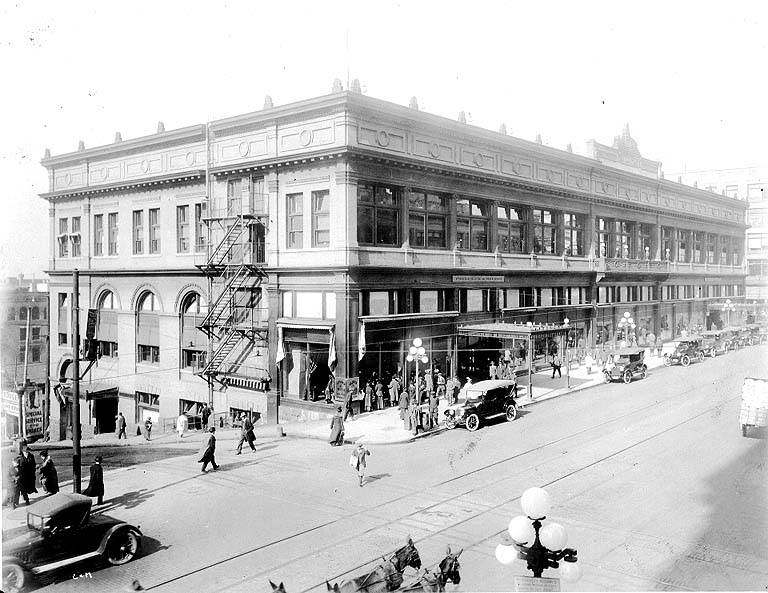
Frederick & Nelson, Rialtogebouw, ca. 1914

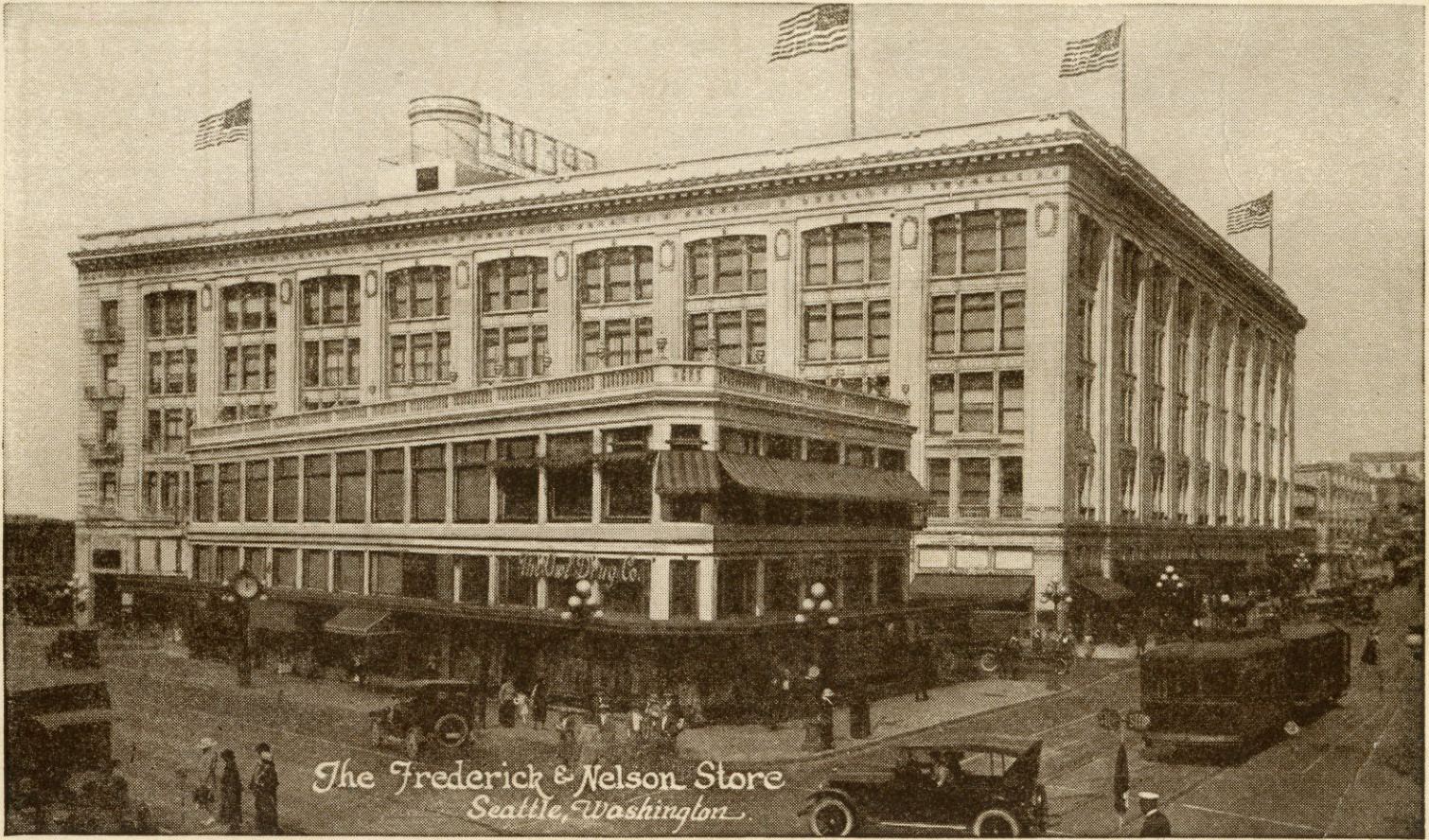
Frederick & Nelson: het vlaggenschip van het merk werd in 1918 geopend in Seattle, circa 1922. Later werd het gebouw met nog eens vier verdiepingen uitgebreid en bleef het in gebruik tot 1992.

Frederick & Nelson was de opvolger van een bedrijf dat was opgericht door twee partners, Donald E. Frederick en James Mecham, die mijncollega's waren in Colorado. Kort nadat Frederick in 1890 per stoomboot in Seattle aankwam, ontmoetten ze elkaar en ze bundelden hun krachten om een bedrijf in tweedehands meubels te starten.
Nadat ze op verschillende locaties een zaak hadden opgezet, kreeg de zaak de naam "J.G. Mecham and Co."  Enige tijd later arriveerde ook een andere mijncollega, Nels B. Nelson, uit Colorado. Vervolgens kocht hij een derde van de aandelen in de onderneming. Enkele maanden later verkocht Mecham, vanwege zijn slechte gezondheid, zijn belang aan de twee overgebleven partners en werd de naam veranderd in "Frederick & Nelson". Ze beloofden de grootste en mooiste winkel ten westen van de Mississippi en ten noorden van San Francisco te creëren. Tot de eerste klanten behoorden de lokale indianen en een bloeiende bevolking die was aangewakkerd door het nieuws dat Seattle het westelijke eindpunt zou worden van de Great Northern Railway.
In 1891 namen de partners de Queen City Furniture Company over en begonnen met de verkoop van nieuwe meubels. Hun motto was: "Wat onze klanten willen, geven wij ze. Service is ons motto." Hun oprechtheid werd op de proef gesteld toen vlak voor sluitingstijd op een besneeuwde kerstavond in 1890 een klant langskwam om een tweedehands schommelstoel voor zijn vrouw te kopen voor Kerstmis, die hij diezelfde avond nog wilde laten bezorgen. Frederick en Nelson baanden zich een weg door de sneeuw naar de top van Denny Hill om de zware stoel af te leveren. Dit was de eerste levering in de geschiedenis van Frederick & Nelson. Volgens de legende was hun eerste kredietklant een Indiaanse vrouw die op zoek was naar een tweedehands salonkachel. Het fornuis was van haar en diende voor de wekelijkse betaling van bessen, een geweven mat en een mandje van gras.

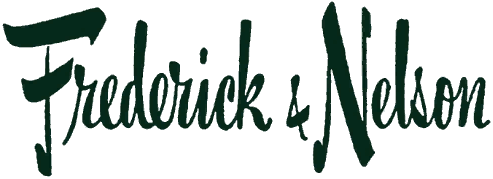
Klassiek logo

De Goldrush van Klondike rond het begin van de 20e eeuw zorgde voor verdere groei van Seattle. Er ontstond een groeiende vraag naar mooi meubilair in de bloeiende hotelsector, maar ook in de mooie huizen van de inwoners van de stad. Hun filosofie was eenvoudig: "Als een klant erom vraagt, dan krijg je het, en als genoeg mensen hetzelfde willen, dan begin je een afdeling." Er waren afdelingen voor meubels, tapijten, huishoudelijke artikelen, porselein en gordijnen . Ze hadden zelfs een matrassenfabriek.
In 1897 kochten Frederick & Nelson de activa van de Pacific Carpet Company en werd het bedrijf samengevoegd met Silas Munro's New England Furniture Store. De naam werd opnieuw gewijzigd in Frederick, Nelson en Munro. Munro was huiverig voor de snelle expansie en nam al snel afscheid van Frederick & Nelson. In 1907 stierf de zieke Nels Nelson op zee toen hij terugkeerde van een bezoek aan een kuuroord in Bohemen. Frederick kreeg de leiding over het hele bedrijf.
In 1914 werden uitbreidingsplannen gemaakt voor een gloednieuw gebouw van zes verdiepingen met een zevende verdieping in de kelder. Ondanks een tekort aan bouwmaterialen die elders nodig waren om de Eerste Wereldoorlog te bestrijden, werd het gebouw de dag na Labor Day, op 3 september 1918 geopend op de hoek van Pine Street en Fifth Avenue. Meer dan 25.000 klanten en gasten bezochten de winkel die dag. Frederick was vooruitstrevend genoeg om de fundering sterk genoeg te maken om tien verdiepingen te kunnen dragen. Hoewel zakenlieden en financiers het project "Fredericks Folly" noemden, werd zijn droom drie decennia later eindelijk werkelijkheid.

### Marshall Field
Op 69-jarige leeftijd besloot D.E. Frederick in 1929 met pensioen te gaan en verkocht de winkel voor 6 miljoen dollar aan Marshall Field and Company. Hij was zeer onder de indruk van het beleid van Marshall Field en had Frederick & Nelson zelfs naar het voorbeeld van Marshall Field and Company opgezet. Ze tekenden een huurcontract voor 99 jaar, waarin Frederick (en later zijn nalatenschap) jaarlijks $ 100.000 zou ontvangen.

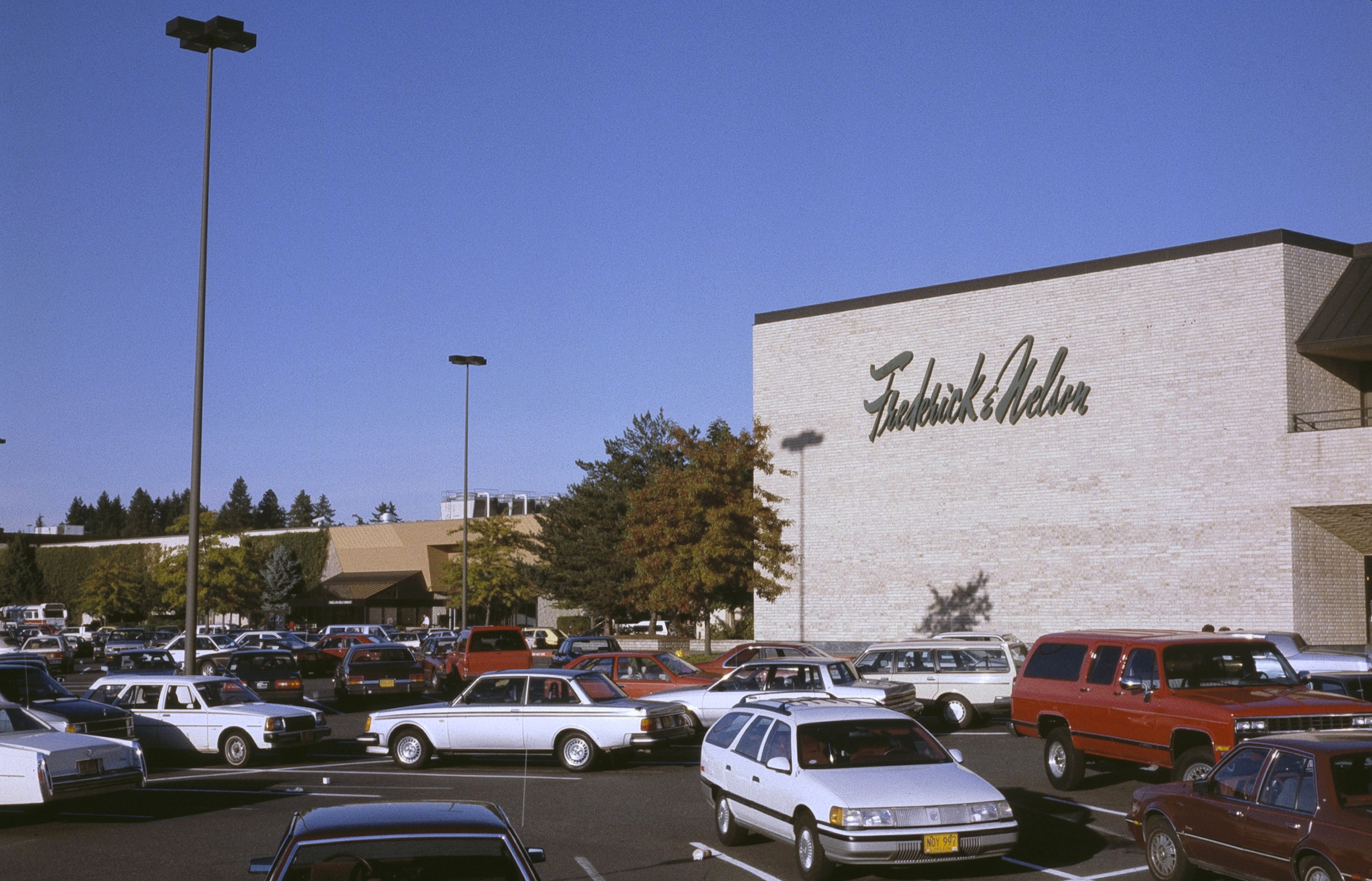
Tijdens de laatste twee decennia omvatte de Frederick & Nelson-keten verschillende grote winkels in winkelcentra in de buitenwijken, zoals Washington Square, in de westelijke buitenwijken van Portland, Oregon.

In 1943 opende Frederick & Nelson een satellietwinkel op Boeing Field, bij fabriek nummer 2 van Boeing Airplane Company. Ze steunden de oorlogsinspanning en bouwden loyaliteit op onder de 47.000 werknemers van de vliegtuigbouwer. Frederick's had ook een 'Victory Post' op de begane grond van de winkel in Seattle, waar ze oorlogsobligaties en postzegels verkochten. Frederick's was een van de weinige winkels in het land die een T-vlag van het Amerikaanse ministerie van Financiën kreeg. De T-vlag betekende dat meer dan 90 procent van de werknemers minimaal 10 procent van hun inkomsten in oorlogsobligaties investeerden. De dromen van D.E. Frederick om de oorspronkelijke winkel op de hoek van Pine Street en Fifth Avenue uit te breiden, werden eindelijk werkelijkheid toen de winkel op 4 augustus 1952 feestelijk werd heropend. Het pand telde tien verdiepingen boven de grond en twee onder de grond. In het gebouw bevonden zich een schoonheidssalon, een postkantoor, een bioscoop, een volledig uitgeruste medische faciliteit en een kinderdagverblijf. Er waren lees- en schrijfruimtes en de grote, rijkelijk ingerichte theesalon op de vijfde verdieping bood plaats aan 400 personen. Op de tiende verdieping bouwde het bedrijf een moderne snoepkeuken die jaarlijks ruim 227.000 kilo Frango-chocolaatjes kon produceren. Later voegde het bedrijf er een kleuterschool en een kinderkapsalon aan toe. De oorspronkelijke winkel van Frederick & Nelson werd in 1998 heropend als vlaggenschipwinkel van Nordstrom.
In 1980 was Frederick & Nelson een van de snelst groeiende winkels in het land: het aantal winkels was bijna verviervoudigd van vier naar vijftien. Marshall Field's nam drie Liberty House-winkels in Portland en twee in Tacoma over, evenals zes Lipman's-winkels in Oregon van de Dayton Hudson Corporation. Ze werden allemaal omgebouwd tot Frederick & Nelson-winkels.

### Ondergang
In de negen jaar daarna zou het bedrijf nog drie keer van eigenaar wisselen, terwijl de zaken bergafwaarts gingen. In 1982 vonden er veranderingen in het management plaats toen BATUS Inc. uit Louisville, Kentucky, alle uitstaande aandelen van Marshall Field and Co. kocht. BATUS Retail Group omvatte nu Marshall Field, Saks Fifth Avenue, Frederick & Nelson, Gimbels, Kohl's en een aantal andere warenhuizen. Halverwege de jaren 1980 begonnen ze de winkels in Oregon te sluiten; één vestiging in Oregon op Washington Square bleef tot 1990 bestaan.
BATUS verkocht het verlieslijdende Frederick & Nelson in september 1986 aan lokale investeerders. Twee winkels werden onmiddellijk gesloten: die in Portland en in Salem (Oregon). Slechte managementbeslissingen leidden tot een overvloed aan goedkope, seizoensvreemde producten en grote investeringen in voorraden tegen de verkeerde prijzen. Bovendien leidde het niet op tijd betalen van rekeningen tot late leveringen van belangrijke goederen en lege winkels. Frederick & Nelson stond niet langer bekend om modieuze, dure kleding en kon de concurrentie niet meer aan, vooral niet toen de regio Seattle eind jaren 1980 in een recessie terechtkwam. De keten raakte snel in verval, vroeg faillissement aan, kwam in een fatale liquiditeitscrisis terecht en sloot zijn deuren in mei 1992.